# Марк Валерий Максим Мессала
Марк Валерий Максим Мессала (лат. Marcus Valerius Maximus Messalla; умер после 206 года до н. э.) — римский военачальник и политический деятель из патрицианского рода Валериев, консул 226 года до н. э. Участник Второй Пунической войны.

## Происхождение
Марк Валерий принадлежал к одному из самых знатных патрицианских родов Рима. Легендарный прародитель Валериев был сабинянином и переселился в Рим вместе с соправителем Ромула Титом Тацием. Его потомок Публий Валерий Публикола стал одним из основателей Римской республики и консулом в первый год её существования, и в дальнейшем Валерии регулярно появлялись в Капитолийских фастах.
Отцом Марка Валерия был Маний Валерий Максим Корвин Мессала, консул 263 года до н. э., который получил почётное прозвание Мессала, ставшее когноменом для его потомков, за свои победы в Первой Пунической войне.

## Биография
Капитолийские фасты упоминают Марка Валерия только с одним когноменом, недавно приобретённым, — Мессала. Пасхальная хроника и хроника Идация называют оба когномена.
Марк Валерий впервые появляется в источниках в связи с событиями 226 года до н. э., когда он стал консулом. Его коллегой был плебей Луций Апусций Фуллон, о котором больше ничего не известно. Античные авторы не сообщают какие-либо детали о консулате Мессалы и Фуллона.
Следующее упоминание о Марке Валерии относится к 210 году до н. э., ко времени Второй Пунической войны. Мессала был тогда префектом флота (praefectus classis) в Сицилии под командованием своего сородича, консула Марка Валерия Левина. Когда последний в конце года уехал в Рим, Мессала с пятьюдесятью кораблями совершил набег на Африку. Он разграбил окрестности Утики, захватил богатую добычу и на тринадцатый день вернулся в Лилибей. Пленные рассказали ему, что карфагеняне набирают наёмников по всей Африке для их отправки Гасдрубалу Баркиду в Испанию и готовят большой флот для нового нападения на Сицилию.
Получив эти известия, Марк Валерий Левин заявил сенату, что хочет назначить Мессалу диктатором для обороны Сицилии, но это предложение было отвергнуто: сенаторы настаивали на том, что такие назначения могут происходить только в Риме. Народное собрание выбрало диктатором Квинта Фульвия Флакка, а Левин тайно уехал из города, чтобы не утверждать результат этих выборов.
Известно, что в 209 году до н. э. Мессала ещё находился на острове. Возможно, он оставался там в качестве префекта до 206 года до н. э., когда был отозван в Рим Левин.
Сыном Марка Валерия был консул 188 года до н. э. того же имени, который носил уже только один когномен — Мессала.